# Història dels jueus de Tessalònica

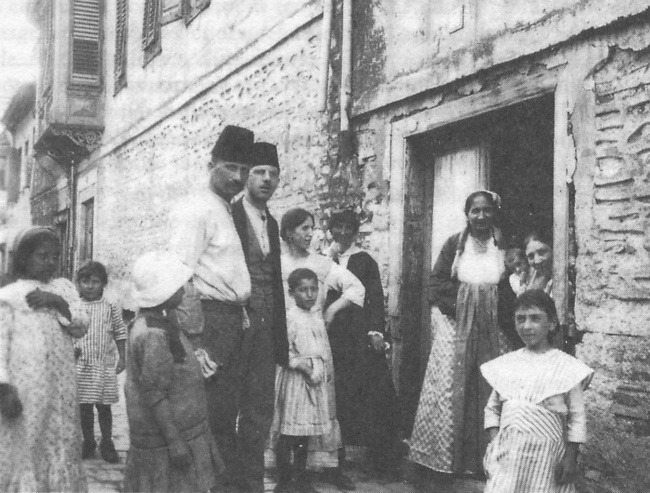
Família jueva de Tessalònica en 1917

Evolució de la població a Tessalònica de la comunitat jueva, turca i grega. (1500–1950)

La història dels jueus de Tessalònica és la de la comunitat majoritàriament sefardita que va habitar a la ciutat grega de Tessalònica des de la seva arribada cap a finals del segle xv fins a la seva anihilació gairebé completa a la Segona Guerra Mundial. La comunitat jueva fou durant diversos segles majoritària a la ciutat. Això converteix a Tessalònica en l'únic cas conegut d'una ciutat de la Diàspora d'aquesta grandària de predomini jueu.
Els jueus estan indissolublement units a la història de Tessalònica i la influència de la comunitat hebrea d'aquesta ciutat, tant en l'ordre cultural com en l'econòmic, va influir a tota la resta del món sefardita. Els jueus arribaren a la ciutat procedents d'Espanya en 1492 a causa del decret d'expulsió dels jueus. Durant el segle xvi i sota el domini otomà la població jueva de Tessalònica va viure una edat d'or seguida d'un relatiu declivi fins a mitjans el segle XIX, època en la qual va emprendre una important modernització tant econòmica com a cultural. La història dels jueus de Tessalònica va prendre un rumb tràgic al segle xx després de l'aplicació de la solució final del règim nazi on foren assassinats la immensa majoria dels membres de la comunitat.

## Història

### Els primers jueus de Tessalònica
Va haver comunitats jueves a Tessalònica des de l'antiguitat com ho testifica la Primera epístola als tessalonicencs de San Pau Apòstol dirigida als jueus hel·lenitzats d'aquesta ciutat. En 1170, Benjamí de Tudela esmenta l'existència a Tessalònica d'una comunitat d'uns 500 jueus. Als segles següents es van afegir a aquesta comunitat jueusromaniotes. Va haver-hi doncs presència jueva a la ciutat en època romana d'Orient però fou minsa, ja que amb prou feines ha deixat emprenta. No se sap amb exactitud en quina part de la ciutat es trobaven assentats els jueus.
En iniciar-se la dominació otomana de Tessalònica al 1430 els jueus eren encara poc nombrosos. Els otomans tenien el costum de traslladar poblacions a l'interior del seu imperi a mesura que avançaven les seves conquestes militars mitjançant l'anomenat sürgün o sojorn obligat de poblacions i després de la caiguda de Constantinoble al 1453 els jueus procedents de comunitats dels Balcans i de Anatòlia van ser forçosament traslladats a Istanbul per a poblar la nova capital de l'imperi. A causa d'aquestes mesures, Tessalònica, fou buidada de la seva població jueva tal com queda demostrat per un cens otomà de 1478 en el qual no apareix ni un sol habitant hebreu a la ciutat. De totes maneres la política de sojorn obligatori de poblacions continuaria durant el segle xvi (es té constància que en 1523 fins a cent cinquanta de les famílies jueves més adinerades de Tessalònica foren obligades a traslladar-se a l'Illa de Rodes).

### Arribada dels sefardites

Les rutes de la Diàspora jueva convergien a Tessalònica ("Salonique" al mapa).

Després de l'expulsió dels jueus d'Espanya al 1492 Tessalònica va anar convertint-se progressivament en un centre d'acolliment per als foragitats que van arribar allà directament o després de passar per Portugal o pel sud d'Itàlia (zones que més tard se sumarien també als decrets d'expulsió). L'Imperi Otomà -d'acord amb el que estableix la legislació musulmana sobre la gent del Llibre (en àrab ahl al-kitâb)- acordava una especial consideració a cristians i jueus en la seva condició de dhimma  i va acceptar i fins i tot va encoratjar la instal·lació de jueus afectats pels decrets d'expulsió.
Els primers sefardites van començar a arribar al 1492, procedents de Mallorca. Es tractava de xuetes que penedits de la seva conversió forçosa al catolicisme van tornar al judaisme. Cap al 1493 se'ls van afegir jueus de Castella i de Sicília. En els anys successius d'altres llocs com Catalunya, l'Aragó, València, Calàbria, Venècia, Pulla, Provença i Nàpols. Posteriorment -entre 1540 i 1560- van buscar refugi a Tessalònica jueus portuguesos que fugien de la persecució desencadenada en aquest país contra els anomenats "marrans". A més dels sefardites també van arribar -al 1526- també alguns Asquenazíes d'Àustria, Transilvania i Hongria, de vegades traslladats per força en els sürgün que van seguir a les conquestes dels esmentats territoris per Solimán el Magnífic. Així, els registres de Tessalònica indiquen la presència de «jueus de Buda» després de la conquesta d'aquesta ciutat pels turcs al 1541. La importància de la immigració jueva fou tal que en 1519 els hebreus representaven el 56 % del total dels seus habitants. Al 1613 arribaren el 68% de la població total amb 2.933 famílies. Des del segle xvi Tessalònica va esdevenir la ciutat hebrea més important del Mediterrani, l'estentada llavors com "la Jerusalem dels Balcans".

### La Jerusalem dels Balcans

#### Organització religiosa
A diferència del que va ocórrer en altres llocs de l'Imperi Otomà on existien prèviament comunitats de jueusromaniotes i on es van produir tensions entre aquests i els nouvinguts sefardites, a Tessalònica (on a causa dels sojorns forçosos de població amb prou feines quedaven jueus) no es té constància de problemes d'aquest tipus. Cada grup de nouvinguts va fundar la seva pròpia congregació. Els ritus (minhaggim) de cadascuna d'aquestes congregacions (kehalim) diferien els uns dels altres. La sinagoga era la base de cada grup i el seu nom al·ludia sovint a l'origen dels immigrants. Les comunitats no van estar exemptes de cismes, cosa que explica per exemple, l'existència d'una sinagoga Katallan Yashan (Antiga Catalunya) fundada en 1492 i l'aparició després d'una Katallan Hadash (Nova Catalunya) a la fi del segle xvi:
| Nom de la sinagoga | Data de construcció | Nom de la sinagoga  | Data de construcció | Nom de la sinagoga | Data de construcció      |
| ------------------ | ------------------- | ------------------- | ------------------- | ------------------ | ------------------------ |
| Ets Hajaim         | segle I a. C.       | Apulia              | 1502                | Yahia              | 1560                     |
| Ashkenaz o Varnak  | 1376                | Lisbon Yashan       | 1510                | Sicília Hadash     | 1562                     |
| Mayorka            | 1391                | Talmud Torà Hagadol | 1520                | Beit Aron          | 1575                     |
| Província          | 1394                | Portugal            | 1525                | Itàlia Hadash      | 1582                     |
| Itàlia Yashan      | 1423                | Evora               | 1535                | Mayorka Sheni      | Finalitats del segle xvi |
| Guerush Sfarad     | 1492                | Estrug              | 1535                | Katallan Hadash    | Finalitats del segle xvi |
| Kastilla           | 1492-3              | Lisbon Hadash       | 1536                | Itàlia Sheni       | 1606                     |
| Aragon             | 1492-3              | Otranto             | 1537                | Shalom             | 1606                     |
| Katallan Yashan    | 1492                | Ichmael             | 1537                | Har Gavoa          | 1663                     |
| Kalabria Yachan    | 1497                | Tcina               | 1545                | Mograbis           | Segle XVII[8]            |
| Sicília Yashan     | 1497                | Nevei Tsedek        | 1550                |                    |                          |
Cada congregació tenia les seves pròpies estructures administratives i s'encarregava de la recaptació dels impostos per a les autoritats otomanes. Estava regida per un consell executiu de sis a vuit membres i triats per a un període limitat de temps (generalment un o dos anys) que s'encarregava de les qüestions relatives als impostos, l'educació, el culte i altres assumptes de la incumbència de la congregació. Cada congregació tenia el seu propi rabí que tenia la capacitat de dictar ordenances així com a presidir el tribunal religiós.
Es té constància que al 1520 es va crear una institució federal anomenada Talmud Torà Hagadol per a coordinar al conjunt de les congregacions i prendre decisions (ascamot) conjuntes. Era formada per set membres amb un mandat anual. Aquesta institució proporcionava educació als homes joves amb un curs preparatori per a l'entrada a les Ieixivanes. Aquestes escoles del Talmud Torà acollia a centenars d'alumnes. A més dels estudis judaics, s'ensenyaven humanitats llatines i àrabs, així com Medicina, Ciències Naturals i Astronomia. Les ieixivanes de Tessalònica eren freqüentades per jueus de tot l'Imperi Otomà i fins i tot de fora de les seves fronteres. Hi ha constància per exemple que van tenir alumnes procedents tant d'Itàlia com d'Europa de l'Est. Després d'haver acabat els seus estudis certs alumnes eren ordenats rabins ja a les comunitats jueves de l'Imperi Otomà co a les de Amsterdam o a les de Venècia. L'èxit de les institucions educatives era tal que no hi havia cap analfabet entre els jueus de Tessalònica.

#### Activitats econòmiques

Al Tessalònica ("Salònica" al mapa) estava situada en el cor de l'Imperi Otomà i la influència de la seva comunitat arribava a totes les comunitats jueves del mediterrani oriental.

La població sefardita es va instal·lar principalment a les grans ciutats de l'Imperi Otomà: Istanbul, Tessalònica i Esmirna. A diferència del que ocorria en altres grans ciutats de l'Imperi Otomà a les que els negocis estaven principalment en mans de cristians grecs i/o armenis a Tessalònica eren els jueus els qui els controlaven. La seva puixança econòmica es va fer tan gran que el port i els comerços no funcionaven durant el sàbat prescrit pel judaisme. L'activitat econòmica relacionava Tessalònica amb la resta de l'Imperi Otomà i també amb els estats llatins de Venècia i Gènova així com amb totes les comunitats jueves disperses pel Mediterrani. Prova de la gran influència dels jueus de Tessalònica sobre els negocis de la zona va ser el boicot al 1566 al port d'Ancona -als Estats Pontificis- després de l'acte de fe de 25 "Marrans" ordenat pel Papa Pau IV.
La peculiaritat dels jueus de Tessalònica residia que intervenien en tots els sectors econòmics i no es limitaven únicament a especialitzar-se en algun d'ells com ocorria en altres ciutats on la comunitat jueva restava en minoria. Hi havia jueus en tots els nivells de l'escala social,  des de traginers fins a grans empresaris. Una dada significativa referent a això és que Tessalònica comptava amb un gran nombre de pescadors jueus, cas pràcticament únic, del que només hom troba un paral·lelisme a Israel.
Tot i això el principal negoci dels jueus era l'artesania tèxtil, concretament el filat de la llana. Quan van arribar els sefardites a la ciutat existia una petita indústria tèxtil encara que la llana que produïa era molt basta. Els nouvinguts importaren d'Espanya  -on aquesta artesania havia aconseguit un gran desenvolupament- tècniques que eren desconegudes en l'Imperi Otomà (com el teler mecànic). També destacaren en el desenvolupament d'aquesta artesania els teixidors jueus expulsats de Sicília. Al voltant d'aquesta indústria giraven diferents oficis: teixidors, tintorers, prensadors, aprestadors, cardadors i d'altres obrers especialitzats. Tots ells eren majoritàriament jueus.
Degut a la importància d'aquesta indústria tèxtil la comunitat ràpidament va prendre conjuntament decisions que afectaven per igual a les diferents congregacions. Així per exemple estava prohibit sota pena d'excomunió (kherem) exportar la llana i l'indi a llocs que es trobessin a menys de tres dies de marxa de la ciutat. Els draps, mantes i tapissos de Tessalònica van aconseguir ràpidament certa notorietat i es venien arreu de l'Imperi Otomà, d'Istanbul a Alexandria passant per Esmirna, i la indústria es va difondre entorn de les localitats properes del Golf de Tessalònica. Aquesta activitat va arribar fins i tot a esdevenir un assumpte d'estat quan el sultà va decidir vestir a les tropes dels Geníssers amb teixits de llana de Tessalònica prenent disposicions per assegurar l'aprovisionament. Així un firman (decret reial de l'Imperi Otomà) de 1576 obligava als criadors de bestiar lanar a vendre la seva llana en exclusivitat als artesans jueus fins que aquests disposessin de la quantitat suficient per satisfer les demandes de la Sublim Porta. Altres disposicions reglamentaven estrictament els tipus de teixits de llana que havien de produir-se, les normes de producció i els terminis de lliurament. Tones de teixits foren transportades a Istanbul ja per via marítima com terrestre i després distribuïdes als Geníssers en acostar-se l'hivern. Cap a 1578 va ser acordat per ambdues parts que la provisió serviria per al pagament de la Jizya al tresor estatal reemplaçant al pagament en espècies -cosa més tard resultaria ser perjudicial per als jueus.

#### Decadència
L'augment del nombre de geníssers, la inflació i la crisi financera de l'estat van contribuir a l'augment progressiu de les demandes de la Sublim Porta. Això conjuntament a la pujada progressiva del preu de la llana en brut, va posar als jueus en una difícil situació. De 1.200 peces que havien de ser lliurades inicialment, van passar a exigir-se més de 4.000 cap a 1620 sense tenir en compte les circumstàncies que els artesans havien d'afrontar. Això va fer que els jueus de Tessalònica lliuressin peces de pitjor qualitat en un intent de burlar les normes establertes per així minimitzar les seves pèrdues. El rabí Juda Covo -al capdavant d'una delegació de Tessalònica- va ser cridat a Istanbul per explicar aquesta disminució de la qualitat. Fou condemnat a la forca. Això va causar gran consternació a la comunitat jueva de Tessalònica. Com a conseqüència les demandes imperials es van reduir i es va reorganitzar la producció.
Aquests esdeveniments anunciaven una època ombrívola per als jueus de Tessalònica. L'afluència d'immigrants procedents de la Península Ibèrica va anar esgotant-se de mica en mica, ja que aquests preferien instal·lar-se en ciutats d'Europa occidental com a Londres, Amsterdam o Bordeus. Això va tenir com a conseqüència un distanciament dels jueus sefardites otomans respecte a Occident. Tot i que a la seva arribada van gaudir de cert èxit a la introducció de diverses tecnologies europees -com la impremta- de mica en mica van anar perdent influència respecte a altres grups ètnic-religiosos. Els metges i traductors jueus -abans molt prestigiosos- van ser a poc a poc suplantats per homòlegs d'altres ètnies  -principalment grecs i armenis-. Al món dels negocis els cristians occidentals van prendre la davantera als jueus beneficiant-se de la protecció de les potències europees per mediació de les instàncies consulars. Tessalònica va perdre la seva posició de privilegi després de l'inici de la decadència de Venècia, el seu soci comercial i l'apogeu del port d'Esmirna. A més els jueus -com la resta dels dhimmis-, van haver de patir les conseqüències de les successives derrotes de l'Imperi enfront d'Occident. La ciutat -estratègicament situada en les rutes militars- fou sotmesa en diverses ocasions a les represàlies dels geníssers contra els "infidels". Durant tot el segle xvii nombrosos jueus de Tessalònica van emigrar a Istanbul, a Israel i a Esmirna.  De fet la majoria dels membres de la comunitat d'Esmirna procedien de Tessalònica. La pesta i altres epidèmies (com el còlera que va afectar Tessalònica a partir de 1823), van contribuir també a la decadència de la ciutat i a la seva comunitat jueva.
Els productes occidentals -que van començar a arribar massivament a Orient a mitjans del segle xix- van suposar un gran perjudici a l'economia de Tessalònica i especialment la relacionada amb el tèxtil. Els geníssers van acabar per preferir els «londrins» provençals a les teles de Tessalònica. La qualitat d'aquestes últimes havien anat dereriorant-se,  de fet es revenien a baix preu els lots distribuïts per l'estat. Això va fer que el gran visir decidís que des d'aquell moment només la meitat de la capitació es pagués en draps, exigint que l'altra meitat es retribuís amb diners. La producció va declinar llavors ràpidament i va cessar per complet quan en 1826 va ser abolit el cos de geníssers.

#### Estancament del judaisme sefardita i l'arribada de Shabtai Tzvi

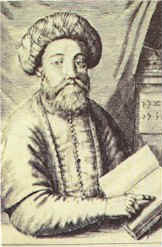
Shabtai Tzvi – Retrat realitzat per un testimoni ocular. Esmirna, 1666.

El judaisme de Tessalònica s'havia beneficiat durant força temps de les successives aportacions d'idees i coneixements portats per les diferents onades de la immigració sefardita. En anar aquestes decreixent al llarg del segle xvi el pensament judaic va caure en la rutina empobrint-se considerablement. Seguien freqüentant-se les Ieixivanes però l'ensenyament que s'impartia va esdevenir massa formalista. L'edició d'obres religioses va prosseguir però sense renovarció. Un testimoni estranger informa que «són sempre les sempiternes qüestions de culte i de jurisprudència comercial les que absorbeixen la seva atenció i en les que destinen els seus estudis i les seves recerques. Les seves obres són, en general, una repetició dels escrits dels seus predecessors.»
Des del segle xv s'havia desenvolupat un corrent messiànic al món sefardita; la redempció que marcava la fi del món, en hebreu guéoulah, semblava imminent. Aquesta idea va trobar un ambient propici en la decadència econòmica de Tessalònica i es va mantenir gràcies al creixent desenvolupament dels estudis cabalístics basats en el Zohar, que es trobaven en plena expansió en les ieixivanes de Tessalònica. Es va anunciar la fi dels temps, successivament al 1540 i 1548 i després al 1648 i 1666.
Fou en aquest context en el que va fer acte de presència un jove rabí procedent de la veïna Esmirna: Shabtai Tzvi. Expulsat d'aquesta ciutat cap a 1651 després d'haver-se proclamat messies va arribar Tessalònica on molt ràpidament va guanyar una extraordinària reputació de savi i cabalista. El gruix dels seus seguidors eren membres de la sinagoga Shalom -antics "Marrans"-. Va mantenir uns anys de prudència però finalment va desencadenar un nou escàndol en pronunciar en un banquet solemne celebrat al pati de la sinagoga Shalom el tetragrammaton, inefable per al judaisme, i presentar-se com el machia'h ben David, és a dir, el messies fill de David. El consell rabínic federal el va expulsar de la ciutat i Shabtai Tzvi va partir a predicar la seva doctrina a altres ciutats del món sefardita. La seva predicació va dividir a la comunitat jueva, tant en Tessalònica com en altres ciutats. Inclús va causar tals desordres que Shabtai Tzvi va ser arrestat i després portat a Edirne davant la presència del sultà. Allà, intimat a demostrar els seus poders sobrenaturals rebutjant les fletxes amb que se li amenaçava va acabar per abjurar de la seva fe i convertir-se a l'islam. Aquest cop d'efecte va ser diversament interpretat pels seus adeptes. Alguns van veure un senyal i es van convertir a l'islam; uns altres van rebutjar la seva doctrina i van retornar al judaisme ortodox; i va haver-hi els qui, tot i romanent externament fidels al judaisme, van continuar seguint en secret els ensenyaments de Shabtai Tzvi.
A Tessalònica 300 famílies de les més riques de la ciutat van optar per abraçar l'islam en 1685. Les autoritats rabíniques no van poder protestar, ja que la conversió era ben vista per les autoritats otomanes. Aquests conversos van ser anomenats dönme (la traducció seria "conversos"). Aquests conversos es van dividir en tres grups: els Izmirlis, els Kuniosos i els Yacubi i van constituir un nou component del mosaic ètnic-religiós de Salònica. Encara que havien triat la conversió no es van barrejar amb els turcs i van practicar una estricta endogàmia vivint en barris separats edificant les seves pròpies mesquites i conservant una litúrgia pròpia enjudeocastellà.  Inclús duran el segle xix -aquestes mateixes famílies- van participar en gran manera en la propagació de les idees modernitzadores. Després -igual que els turcs- se'n van anar a Istanbul quan la ciutat va passar a ser grega.

### Renovació
Els jueus de Tessalònica van conèixer a partir de la segona meitat del segle xix un veritable renaixement. La regeneració va provenir dels frankos, és a dir, els jueus arribats en aquella època de països catòlics, i en particular dels jueus de Livorno (a Itàlia). La renovació es va inscriure en un context general d'obertura dels Balcans a la modernitat occidental que va portar al món otomà tècniques i idees noves.

#### Industrialització
Tessalònica va conèixer a partir de la dècada de 1880 un important procés d'industrialització que la va convertir en el pulmó econòmic de l'Imperi Otomà en la seva fase de decadència. Entre 1880 i 1912 es va duplicar el volum de mercaderies que passaven pel seu port convertit en el tercer més important de l'Imperi Otomà. La ciutat va ser comunicada per ferrocarril amb Istanbul per una banda i amb Bòsnia i Sèrbia (i, des d'aquesta última, amb Viena) per l'altre. Els empresaris que van afavorir l'origen d'aquest procés eren majoritàriament jueus (cas únic al món otomà, ja que en la resta de les grans ciutats la industrialització va ser duta a terme per altres grups ètnics-religiosos). Famílies com els Modiano i els Allatini van ser la punta de llança del empresariat jueu. van posar en funcionament nombroses fàbriques de farina i d'altres productes d'alimentació. També de maons. Un auge especial va tenir la indústria tabacalera, coincidint amb l'apogeu de les plantacions de tabac a regions properes: Tessalònica es va convertir en el principal centre de producció i comercialització de cigarrets. Diversos empresaris van donar suport a la introducció de la indústria tèxtil, tradicional a la zona, que en el passat s'havia dut a terme mitjançant un sistema de producció artesanal. Empresaris jueus van ser també els fundadors del Banc de Tessalònica. Dels 50 grans negocis existents en Tessalònica a finals del segle xix, 38 pertanyien a jueus.
Aquesta industrialització va tenir com a conseqüència la proletarització d'un gran nombre de tessaloniquens al marge de la seva confessió religiosa i amb la consegüent aparició d'una important classe obrera jueva, un cas insòlit al món sefardita. Es xifra aproximadament en unes 10.000 persones aquesta nova classe.
Els empresaris contractaven a la seus treballadors sense distinció de religió ni ètnia al contrari del que es feia en altres llocs de l'Imperi Otomà. Això va contribuir al sorgiment de moviments obrers no etnicistas influïts per l'emergència de les qüestions nacionals.

#### Haskalà
La Haskalá és un  moviment filosòfic jueu inspirat en la Il·lustració europea. Va arribar al món otomà a la fi del segle xix després d'haver-se propagat entre les comunitats jueves d'Europa occidental i oriental. Els mateixos que van dur a terme la renovació econòmica de Tessalònica es van convertir en els emissaris d'aquest nou moviment.
El primer camp d'acció d'aquests maskilim i, en primer lloc, de l'empresari liornès Moïse Allatini fou l'educació. En 1856 -amb l'ajuda dels Rothschild- va fundar en els annexos de l'escola talmud Torà i per extensió (amb el consentiment dels rabins guanyats gràcies a les seves importants donacions per a obres de beneficència) l'escola Lippmann, una institució model dirigida pel professor Lippmann, un rabí progressista d'Estrasburg. Després de cinc anys d'existència l'establiment va tancar les portes i Lippmann va haver d'abandonar la ciutat sota la pressió del rabinat, que estava en desacord amb els seus innovadors mètodes educatius. No obstant això, va tenir temps de formar a un bon nombre d'alumnes, que anys després prendrien el seu relleu.
El doctor Allatini va instar al 1862 al seu cunyat Salomon Fernandez a fundar una escola italiana, gràcies a una donació del regne d'Itàlia. Van fracassar diversos intents d'implantar la xarxa d'escoles de l'Aliança Israelita Universal (Alliance Israélite Universelle), a causa de la pressió dels rabins que no admetien que una escola jueva pogués estar patrocinada per l'ambaixada francesa. Però la necessitat de centres educatius era tan apressant que els partidaris de la seva implantació van tenir finalment èxit en 1874, gràcies al mecenatge de Allatini, convertit en membre del comitè central de la AIU a París. La xarxa educativa d'aquesta institució es va estendre ràpidament: en 1912 comptava amb nou escoles, tant masculines com a femenines, que atenien a tots els nivells educatius -des de preescolar fins a secundària- mentre que les escoles rabíniques es trobaven en franca decadència. Això va portar com a conseqüència una duradora implantació del francès en la comunitat jueva de Tessalònica igual que a tot el món jueu oriental. Aquestes escoles proporcionaven no només formació intel·lectual, sinó també manual, la qual cosa va permetre l'aparició d'una generació conscients dels canvis del món modern i apta per incorporar-se al mercat de treball d'una societat en vies d'industrialització.

#### Activisme polític i social

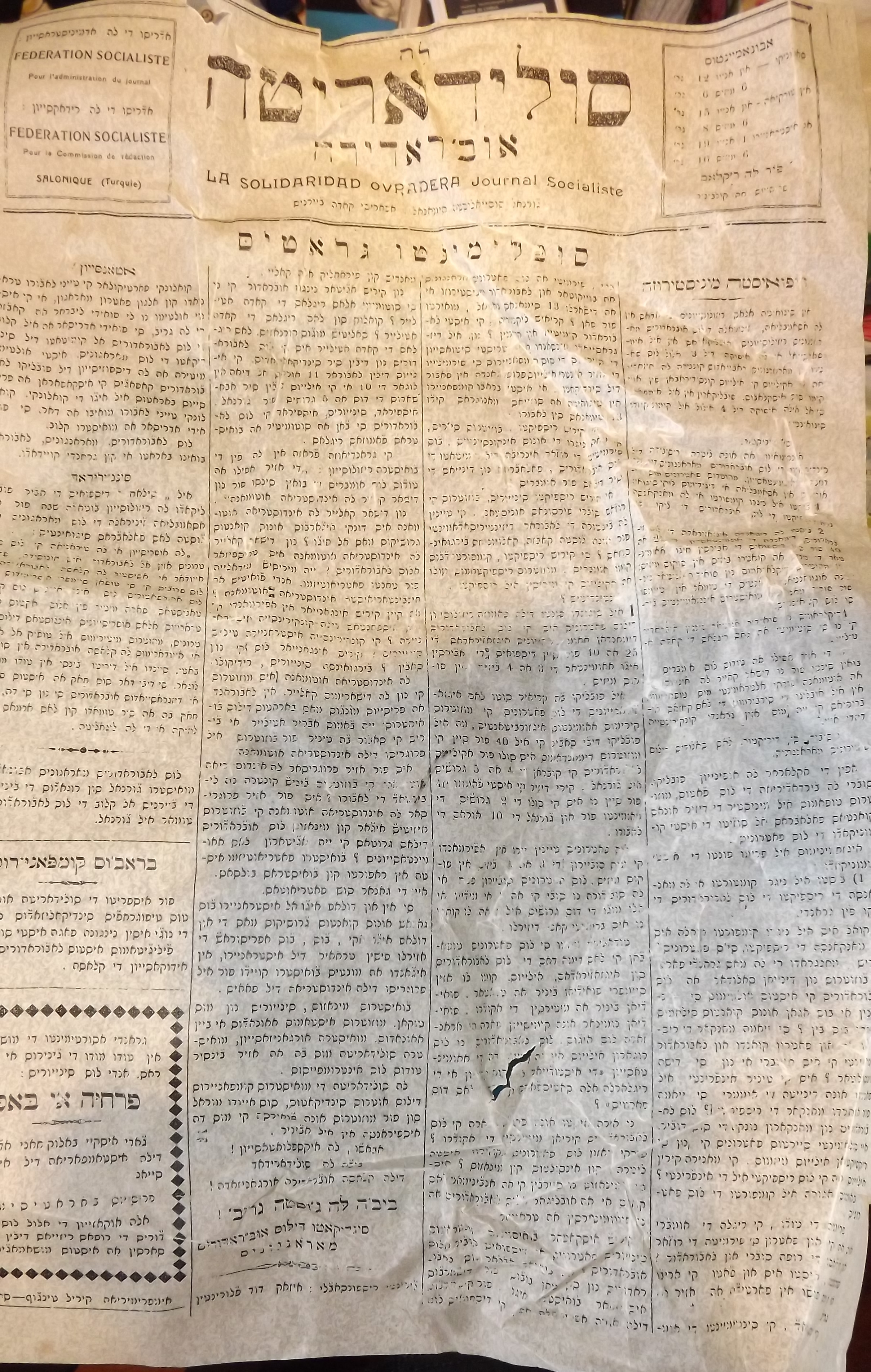
La Solidaritat Ovradera

La irrupció de la modernitat es va traduir també en la creixent influència de noves idees polítiques provinents de l'Europa occidental. Els jueus no van ser indiferents a aquesta agitació política i van prendre part activa en ella. En 1908 la revolució dels Joves Turcs -del que les principals bases eren a Tessalònica- va proclamar la monarquia constitucional i va adoptar com a ideologia el otomanisme que proclamava la igualtat de tots els millets en el si de l'imperi. Alguns jueus de Tessalònica van tenir un influent paper en el moviment dels Joves Turcs majoritàriament musulmà. Fou principalment en el camp social en el que els jueus van ser més actius. A partir d'aquesta època es deuria sentir cert ambien de llibertat a Tessalònica permetent als moviments obrers estructurar-se i embarcar-se en lluites socials per la millora de les condicions de treball. Una temptativa d'unió de les diferents nacionalitats en el si d'un sol moviment obrer va tenir lloc amb la formació en 1909 de la Federació Obrera Socialista dirigida per Abraham Benaroya, jueu tessaloniquens educat a Bulgària. La Federació -reconeguda per la II Internacional- va emprendre la publicació d'un òrgan en quatre llengües, el Jurnal del Lavorador (1909-1910), difós en grec, turc, búlgar i judeocastellà (més endavant apareixerien altres publicacions, com a Solidaritat ovradera, entre 1911 i 1912, i Avanti, entre 1911 i 1934). No obstant això el context balcànic -propici a les escissions- va afectar el moviment i després de la partida de la secció búlgara la Federació va quedar pràcticament constituïda només per jueus. Finalment, en 1918, acabaria per integrar-se en el Partit Socialista dels Treballadors de Grècia, germen del futur Partit Comunista.
També en aquella època es va propagar el moviment internacional conegut com a sionisme, que propugnava la instauració d'un Israel polític. El seu apogeu es va iniciar coincidint amb les Guerres dels Balcans (1912-1913) i estava estretament relacionat amb el rebuig que va suscitar entre la població hebrea la integració de la ciutat a Grècia així com amb l'increment de l'antisemitisme entre la població hel·lena. En 1919 es van fundar dues associacions d'importància: la Federació General dels Sionistes de Grècia i el grup Mizrahi, de caràcter més religiós i conservador. Ambdues associacions publicaven periòdics en francès ijudeocastellà. El sionisme va trobar en Tessalònica la competència i oposició de la Federació Obrera Socialista, manifestament antisionista i, en no tenir èxit entre la classe obrera es va tornar cap als burgesos i intel·lectuals.

### Arribada dels grecs, partida dels jueus

#### Tessalònica, ciutat grega

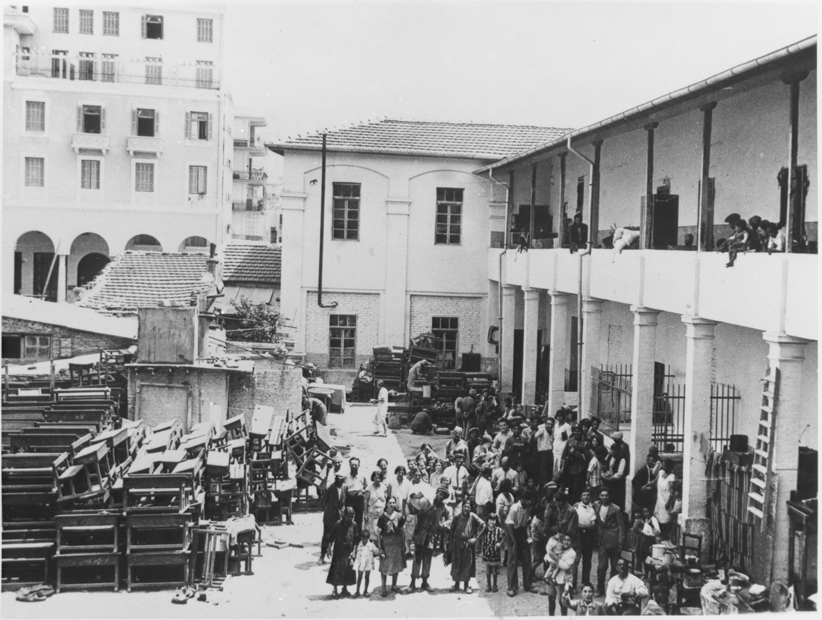
Famílies sense allotjament després del pogrom de 1931.

En 1912, després de la Primera Guerra dels Balcans, els grecs es van fer amb Tessalònica juntament amb els búlgars per després incorporar la ciutat al seu territori. Aquest canvi de sobirania va ser mal rebut pels jueus que temien que els causés perjudicis. A més d'aquesta inquietud va venir reforçada per les propagandes de Bulgària, Sèrbia i l'Imperi Austrohongarès que desitjaven atreure als jueus a la seva causa. Certs jueus van advocar llavors per la internacionalització de la ciutat sota la protecció de les grans potències europees, però la seva proposta va tenir poc ressò, ja que els països europeus van acabar per acceptar els fets consumats. Els grecs, no obstant això, van prendre certes mesures provisionals amb l'objecte d'afavorir la integració dels jueus, com per exemple permetre'ls treballar els diumenges per així poder observar el sàbat. L'economia es va beneficiar de l'annexió, ja que va obrir Tessalònica a les portes del mercat de la Grècia septentrional i de Sèrbia, amb la qual Grècia havia establert una aliança; la instal·lació de tropes de l'exèrcit d'Orient dels Aliats, després de l'esclat de la Primera Guerra Mundial, va tenir com a conseqüència un renaixement de l'activitat econòmica. El govern grec veia amb bons ulls el desenvolupament del sionisme i l'establiment d'una llar en Palestina per al poble jueu, ja que això coincidia amb el seu desig de desmembrar l'Imperi Otomà. La ciutat va rebre la visita de grans líders sionistes, com Ben Gurión, Ben Zvi i Jabotinsky, els qui veien en Tessalònica la ciutat model en la qual hauria d'inspirar-se el seu futur estat.

No obstant això pot apreciar-se una clara diferència entre l'actitud benèvola del govern i la de la població local. Un testimoni, Jean Leune, corresponsal de L'Illustration durant les guerres balcàniques i després oficial de l'exèrcit d'Orient, informa:
| « | Frente a las innumerables tiendas y comercios regentados por judíos, dueños hasta entonces del comercio local, los comerciantes griegos venían a instalarse en las aceras, bloqueando las puertas que era imposible franquear. La nueva policía sonreía... Y los judíos, boicoteados, unos tras otros fueron cerrando sus tiendas. | » |

#### Incendi de 1917 i desenvolupament de l'antisemitisme

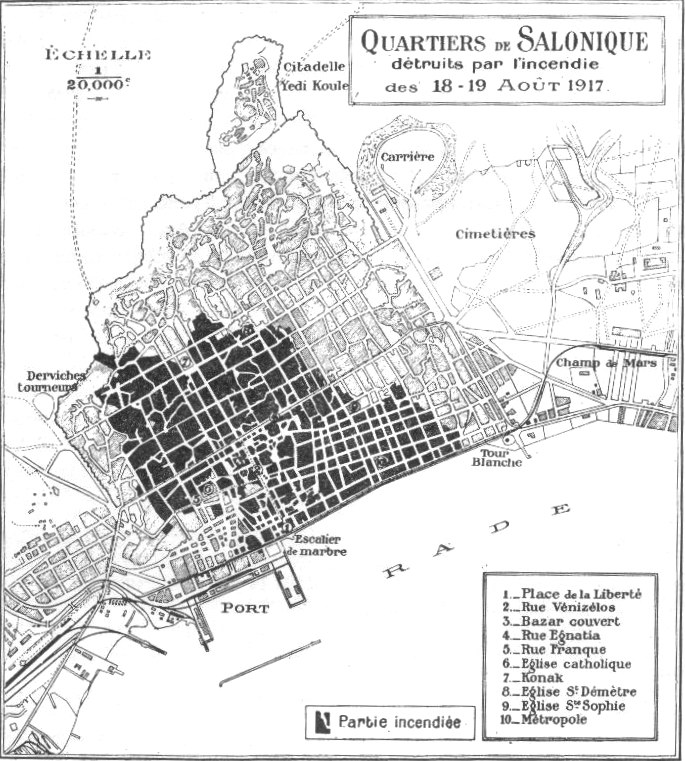
Els barris de la ciutat baixa, la majoria habitades per jueus, van ser molt afectats per l'incendi de 1917.

El greu incendi de 1917 fou un punt d'inflexió. La comunitat jueva es concentrava a la part baixa de la ciutat i fou aquesta la més afectada per l'incendi; el foc va destruir la seu del Gran Rabbinat i els seus arxius, així com 16 de 33 sinagogues de la ciutat. Es van quedar sense llar unes deu mil famílies hebrees. a diferència de la reconstrucció que va tenir lloc rere l'incendi de 1890 els grecs van decidir aprofitar l'esdeveniment per a dur a terme una remodelació de la ciutat. Així expropriaren a tots els habitants donant-los, emperò, un dret preferent sobre la compra del nou habitatge reconstruït segons el nou pla. Però foren sobretot els grecs els que s'establiren als nou barris, mentre que els jueus s'estimaven més mudar-se a la perifèria.
Encara que el primer aniversari de la Declaració Balfour es va celebrar en 1918 en Tessalònica amb vehemència a Europa la decadència havia començat. L'afluència de desenes de milers de refugiats grecs de l'Àsia Menor i la partida dels turcs i els dönme de Tessalònica després de la «Gran catàstrofe» i la posterior signatura del Tractat de Lausana, van modificar considerablement la composició ètnica de Tessalònica. Els jueus van deixar de ser la majoria absoluta i  en vigilia de la Segona Guerra Mundial ja no representaven més que el 40 % de la població. A aquesta hel·lenització creixent de Tessalònica anava aparellada una política menys conciliadora cap als jueus. Així al 1922 es va prohibir treballar els diumenges la qual cosa imposava de facto als jueus l'obligació de treballar en dissabte. Es van prohibir també els cartells en llengües estrangeres i els tribunals rabínics van perdre la seva potestat sobre assumptes del dret patrimonial. Igual que en altres països d'Europa oriental -com Hongria i Romania- un important corrent d'antisemitisme va sorgir en Tessalònica en el període d'entreguerres,  tot i que no va arribar mai el nivell de violència dels països esmentats. Es va deure sobretot a l'arribada d'immigrants grecs de l'Àsia Menor, sovint desproveïts de tot, que es trobaven en competència directa pel treball i l'habitatge amb els jueus. L'antisemitisme es va fer visible a la premsa per veu del diari Makedonia i de l'organització ultranacionalista Ethniki Enosis Elles (Unió Nacional de Grècia, EEE), tots dos propers al Partit Liberal (al poder) i dirigit per Venizelos. Els jueus eren acusats de no voler integrar-se en la nova nació; la difusió del comunisme i del sionisme entre els hebreus eren observats amb la major sospita. El govern grec va adoptar una actitud ambivalent, practicant una política d'apaigavament però refusant distanciar-se clarament d'aquests dos vectors de l'antisemitisme. Aquest fenomen va cristal·litzar en 1931 quan va tenir lloc el pogrom de camp Campbell: un barri jueu va ser enterament incendiat. Això comportà 500 famílies jueves sense llar. Va morir una persona. També diverses desenes de tombes del cementiri jueu de Tessalònica foren profanades.

#### Metaxas al poder
La presa del poder del dictador d'extrema dreta -de tendència feixista- Ioannis Metaxas al 1936, es va traduir paradoxalment en un notable descens dels actes de violència antisemita. Metaxas va prohibir l'organització EEE i les al·lusions antisemites en la premsa i es va mantenir en bones relacions amb el gran rabí de Tessalònica, Zvi Koretz. Això explica el desenvolupament a partir de llavors d'un fort corrent nacionalista entre els jueus de Tessalònica tot i que només eren grecs des de 1913. Des de llavors, fins i tot durant l'infern dels camps de concentració no van cessar mai de sentir-se membres de la nació hel·lena.

#### Emigració
Un fenomen migratori havia començat a aparèixer des de començaments del segle xx. Abans de la primera guerra mundial -quan els otomans van fer obligatori el reclutament per a tots els súbdits otomans independentment del seu credo- molts jueus van emigrar a Amèrica del Sud. Fou sobretot després de la incorporació de Tessalònica a Grècia quan aquest fenomen va aconseguir una més intensitat. Les males condicions econòmiques, l'apogeu de l'antisemitisme i el desenvolupament del sionisme van impulsar als jueus a emigrar a Europa Occidental, a Amèrica del Sud i a Palestina. A la fi del segle xix es calcula que hi havia a la ciutat uns 80.000 jueus. En el primer cens oficial grec, de 1913, la xifra és de 61.439, sobre un total de 157.889 habitants de la ciutat. Per 1935 s'ha calculat que hi hauria en Tessalònica uns 60.000 jueus i a la vigilia de la Segona Guerra Mundial la població jueva de la ciutat havia decrescut encara més. Alguns autors esmenten un descens encara més pronunciat: per Régis Darques, la població jueva de Tessalònica va passar de 93.000 en època otomana a 43.000 just abans de la segona guerra mundial. Molts dels emigrants es van dirigir al continent Americà a la recerca de pau. Alguns dels emigrants que van deixar la ciutat van tenir després un èxit notable: Isaac Carasso, establert a Barcelona, va fundar l'empresa Danone; Un dels Abravanel, Maurice Abravanel, es va dirigir amb la seva família a Suïssa i després als Estats Units a on es va convertir en un cèlebre director d'orquestra. Un dels avis del president francès Nicolas Sarkozy va emigrar a França en aquesta època. També l'avi patern de l'escriptor Patrick Modiano procedia de Tessalònica. A París -en el període d'entreguerres- la població jueva de Tessalònica es concentrava en el 9è districte i la seva seu social es trobava al carrer de La Fayette. En el Mandat britànic de Palestina la família Recanati va fundar un dels bancs més importants de l'actual estat d'Israel, el Eretz Yisrael Discount Bank, actualment Israel Discount Bank.

### Segona Guerra Mundial

#### Batalla de Grècia
El 28 d'octubre de 1940 Itàlia va decidir envair Grècia després d'haver rebutjat el dictador grec Ioannis Metaxas el seu ultimàtum. AIxò comportà la batalla de Grècia. Encara que la nació hel·lena va resistir amb èxit les primeres ofensives italianes -fins a març de 1941- el 6 d'abril fou envaïda per Alemanya i ràpidament conquerida. Els jueus van participar en les campanyes militars. 12.898 d'ells van formar en les files de l'exèrcit grec; 4.000 van participar en les campanyes d'Albània i Macedònia; 513 es van enfrontar als alemanys. En total, van morir en la guerra 613 jueus, dels quals 174 eren de Tessalònica. La Brigada 50 de Macedònia era cridada «batalló Cohen» a causa del gran nombre de jueus que formaven les seves files. Després de la derrota grega molts soldats jueus van sofrir la congelació de les seves extremitats inferiors en tornar a peu a les seves llars.

#### Ocupació

Repartiment de Grècia entre alemanys, italians i búlgars. La zona d'ocupació alemanya apareix de color vermell, la italiana en blava i la búlgara en verd. Tessalònica va quedar sota ocupació alemanya.

Grècia va quedar dividida a diverses zones d'ocupació. El nord —i per tant Tessalònica— va quedar sota ocupació alemanya. El sud del país queia en mans dels italians, els qui, durant el seu període d'ocupació (fins a setembre de 1943) no van posar en pràctica la política antijudía. La major part de la població jueva de Grècia es trobava a la zona alemanya; a Tessalònica habitaven en aquells dies 56.000 jueus.
Els alemanys van entrar el 9 d'abril de 1941 a la ciutat. Les mesures antisemites van anar aplicant-se de forma progressiva. L'oficial alemany Max Merten -encarregat de l'administració de la ciutat- repetia contínuament que les lleis de Núremberg no s'aplicarien en Tessalònica. La premsa jueva va ser immediatament prohibida. Va suposar el tancament dels diaris francòfons L'Indépendant i Li Progrés, i del periòdic en judeocastellà El mesajero. Al mateix temps que feien la seva aparició dos diaris grecs pronazis, Nea Evropi i Apoyevmanti, que aviat van començar a publicar soflamas antisemites. Cases i edificis comunitaris van ser requisats pels alemanys -entre ells l'hospital construït gràcies a les subvencions del baró Hirtsch-. A finals d'abril de 1941van aparèixer cartells que prohibien als jueus l'entrada als cafès. Després se'ls va expulsar de les seves emissores de ràdio. El Gran Rabí de Tessalònica, Zvi Koretz, fou arrestat per la Gestapo el 17 de maig de 1941 i enviat a un camp de concentració a la rodalia de Viena, d'on tornaria el gener de 1942 per tornar a la seva posició de Gran Rabí. Al juny, l'enviat del Einsatzstab ("Estat Major Especial") Rosenberg va arribar al lloc i manar saquejar els arxius jueus, enviant tones de documents de la comunitat a l'Institut Nazi de Recerques Jueves (Institut für Judenforschung) amb seu a Frankfurt. Tots aquests documents es perdrien per a sempre. D'altra banda els jueus van sofrir com la resta dels seus conciutadans una terrible fam, ja que el règim nazi no concedia cap importància a l'economia grega. S'ha calculat que durant l'hivern de 1941-1942 van morir de gana uns 600 jueus a Tessalònica.
Durant un any no es va prendre cap altra mesura antisemita cosa que va donar momentàniament als jueus una falsa sensació de seguretat. No obstant això, l'11 juliol de 1942, coincidint amb el sàbat, un comunicat publicat en el diari Apoyevmatini va ordenar a tots els homes jueus de 18 i 45 anys reunir-se a la Plaça de la Llibertat (Plateia Eleftherias), al centre de Tessalònica. Es van reunir allà uns nou mil homes. Durant tota la tarda se'ls va obligar a realitzar exercicis físics humiliants a punta de pistola. Quatre mil d'ells van ser enviats a realitzar treballs d'obres públiques per a l'empresa alemanya Müller a les carreteres que enllaçaven Tessalònica amb Kateríni i Làrissa a on feia estralls el paludisme. En menys de deu setmanes el 12 % d'ells van morir a causa de l'esgotament i la malaltia. La comunitat de Tessalònica -amb l'ajuda de la d'Atenes- va aconseguir reunir 2.000 milions de dracmes de l'enorme summa de 3.500 milions que havien exigit els alemanys per repatriar als treballadors forçats. Els alemanys van acceptar alliberar-los, però, en contrapartida, van exigir a instàncies de les autoritats gregues l'abandó del Cementiri jueu de Tessalònica, que albergava entre 300.000 i 500.000 tombes. Per la seva forma i ubicació, aquest cementiri havia resultat sempre un obstacle per al creixement urbà de Tessalònica. Els jueus van iniciar el trasllat de les tombes als terrenys que se'ls havien assignat en la perifèria, però les autoritats municipals, amb el pretexte que els treballs es duien a terme amb excessiva lentitud, van decidir ocupar-se directament de la tasca. 500 obrers grecs pagats per les autoritats municipals van començar a destruir les tombes. El cementiri va quedar transformat en una enorme pedrera en la qual grecs i alemanys es proveïen de lloses sepulcrals que utilitzaven com a material de construcció. En aquest lloc s'alça actualment -entre d'altres edificis- la Universitat Aristotèlica.
Es calcula que entre els començaments de l'ocupació i el final de les deportacions, entre 3.000 i 5.000 jueus van aconseguir escapar de Tessalònica obtenint un refugi provisional a la zona italiana de Grècia. Entre ells 800 tenien nacionalitat italiana i van ser protegits durant el període d'ocupació per les autoritats consulars d'aquell país. 800 jueus es van unir als maquis a les muntanyes de Macedònia a l'ELAS (Exèrcit Popular d'Alliberament Nacional) d'ideologia comunista. L'oposició monàrquica de dretes, per la seva banda, no va acollir pràcticament a cap jueu.

#### L'assassinat dels jueus de Tessalònica[45]

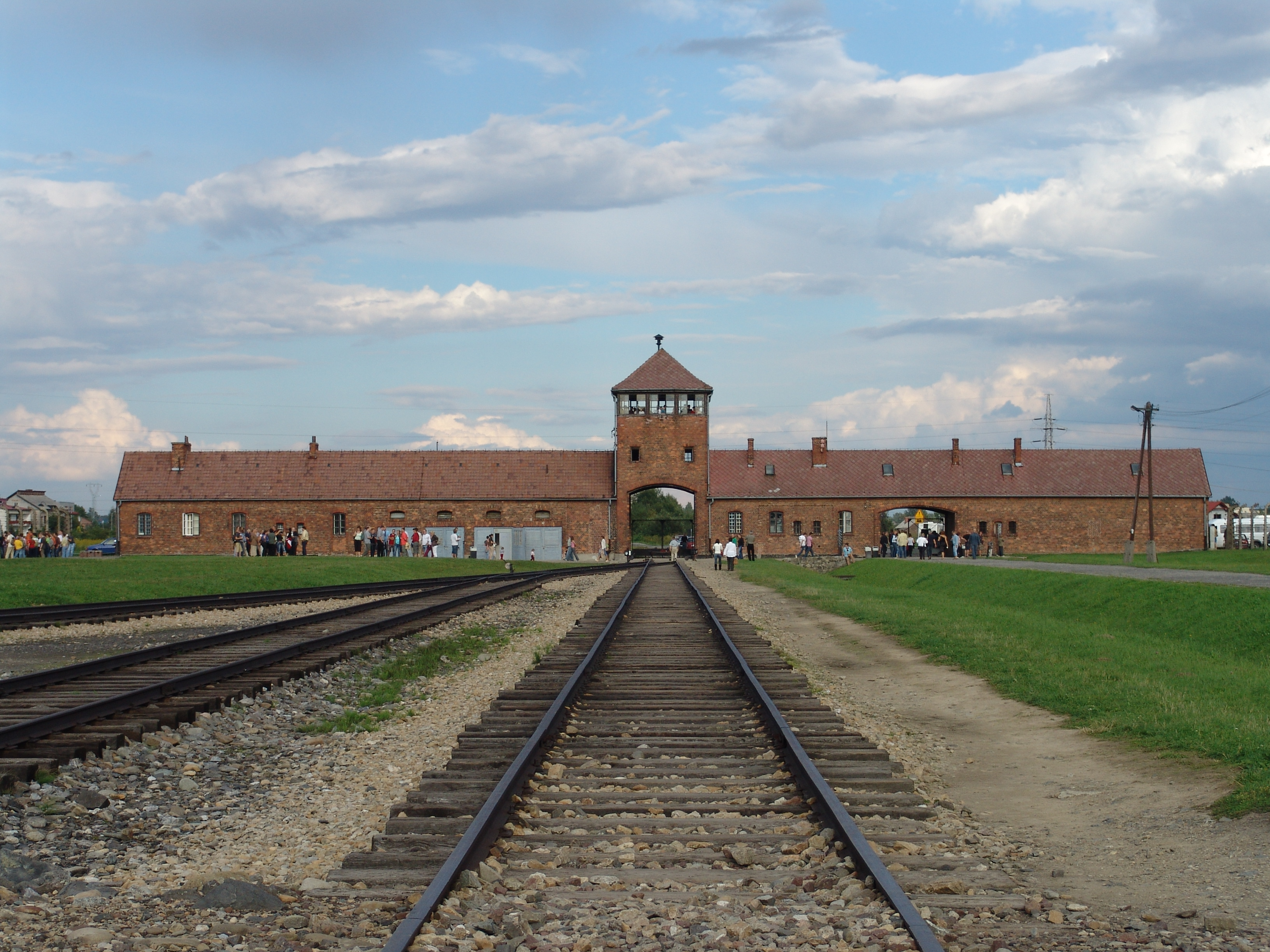
Entrada de Auschwitz II - Birkenau, vista des de l'interior del camp.

Més de 48.000 sefardíes de Tessalònica van ser enviats als camps de concentració nazis. Prop del 98% dels habitants jueus de la ciutat van morir durant la guerra. Únicament els jueus de Polònia van sofrir una mortalitat tan elevada.

##### Deportació
Per dur a terme aquesta operació -les autoritats nazis-la hi van encarregar a dos especialistes en la matèria, Alois Brunner i Dieter Wisliceny  (estrets col·laboradors d'Adolf Eichmann) van arribar a Tessalònica el 6 de febrer de 1943. Immediatament van ordenar aplicar en tot el seu rigor les lleis de Núremberg imposant als jueus l'obligació de portar en lloc visible l'estel groc i restringint dràsticament la seva llibertat de circulació. Al febrer de 1943 els jueus foren confinats en tres ghetos (Kalamaria, Singrou i Vardar/Agia Paraskevi) i més tard reclosos en un camp transitori situat al barri del baró Hirsch a les rodalies de l'estació de ferrocarril. Allà els esperaven els trens de la mort. Per dur a terme la seva missió, les SS van fer servir una policia jueva creada per a l'ocasió, dirigida per Vital Hasson, que es va lliurar amb els seus homes a nombroses exaccions contra la resta dels jueus.
El 15 de març va partir el primer comboi, i va arribar a Auschwitz-Birkenau el dia 20. Transportava 2.800 persones. 2.191 foren gasejades immediatament després de la seva arribada i la resta (417 homes i 192 dones) conduïdes als camps de treball.
Numerososos grecs -tant juristes com a líders espirituals (inclòs l'arquebisbe ortodox d'Atenes, Papandreou Damaskinos)- van protestar davant les autoritats gregues a causa d'aquestes deportacions. El govern col·laboracionista va fer tímids intents d'intervenir davant els alemanys que no van donar cap resultat. El gran rabí Koretz -que presidia el Judenrat (en alemany, "Consell Jueu") de la ciutat des de la seva posada en llibertat pels ocupants al setembre de 1942- va esforçar-se per obtenir l'alliberament d'almenys alguns dels deportats però sense cap èxit. De fet Koretz seria arrestat a l'agost i deportat ell mateix a Bergen-Belsen. Poc després de la seva entrevista amb el primer ministre titella, Ioannis Rallis. Les autoritats consulars d'Espanya i d'Itàlia van aconseguir més resultats per a salvar als jueus de les seves respectives nacionalitats. En 1943 hi havia en Tessalònica 511 jueus de nacionalitat espanyola resultat de la política de concòrdia del govern espanyol cap a la comunitat sefardí durant els anys vint. Gràcies als esforços del cònsol espanyol a Atenes, Sebastián Romero Radigales, 150 d'ells van poder refugiar-se a la zona d'ocupació italiana. També el cònsol italià, Guelfo Zamboni, va tenir èxit en les seves gestions i va aconseguir que unes 750 persones es traslladessin al sud de Grècia.
Els trens de la mort van continuar sortint de Tessalònica al llarg de la primavera i l'estiu de 1943. La població jueva de la ciutat era tan nombrosa que la deportació es va perllongar per espai de diversos mesos. El punt principal de destinació va ser el camp de Auschwitz-Birkenau. van partir un total de divuit combois. La xifra total de deportats a aquest camp des de Tessalònica -segons un recent informe- va ser de 48.233. L'últim dels trens de la mort va arribar a la seva destinació el 18 d'agost. La majoria dels combois transportaven entre 2.000 i 3.000 persones. En el setzè, que va partir de Tessalònica el 8 de maig i va arribar a Auschwitz-Birkenau el dia 16 foren traslladats 4.500 jueus: a més de tesalonicenses, hi havia també 960 jueus de Demòtica, 32 de Sofulu i 160 de Orestia.
A l'agost va partir també un tren amb destinació al camp de concentració de Bergen-Belsen dins el qual viatjaven el gran rabí Tzvi Koretz i altres notables de la ciutat. van romandre internats al camp sota condicions relativament benignes. En aquest mateix comboi es trobaven 367 jueus que -protegits per la seva nacionalitat espanyola- i gràcies a les gestions del cònsol espanyol, van conèixer una destinació singular: de Bergen-Belsen van ser traslladats a Barcelona, després al Marroc. Alguns van aconseguir finalment traslladar-se al Mandat britànic de Palestina.
La llista de combois que van arribar a Auschwitz-Birkenau procedents de Tessalònica (excepte l'últim d'ells amb destinació Bergen-Belsen) entre el 20 de març i el 18 d'agost de 1943 segons xifres basades en la documentació alemanya del camp:
| Ordre | Data d'arribada | Nombre de deportats | Ordre | Data d'arribada            | Nombre de deportats |
| ----- | --------------- | ------------------- | ----- | -------------------------- | ------------------- |
| 1º    | 20/3/1943       | 2.800               | 11º   | 22/4/1943                  | 2.800               |
| 2º    | 23/3/1943       | 2.800               | 12º   | 26/4/1943                  | 2.400               |
| 3º    | 25/3/1943       | 1.901               | 13º   | 28/4/1943                  | 3.070               |
| 4º    | 30/3/1943       | 2.501               | 14º   | 4/5/19437/5/1943           | 2.9301.000          |
| 5º    | 3/4/1943        | 2.800               | 15º   | 8/5/1943                   | 2.500               |
| 6º    | 9/4/1943        | 2.500               | 16º   | 16/5/1943                  | 4.500               |
| 7º    | 10/4/1943       | 2.750               | 17º   | 8/6/1943                   | 880                 |
| 8º    | 13/4/1943       | 2.800               | 18º   | 18/8/1943                  | 1.800               |
| 9º    | 17/4/1943       | 3.000               | 19º   | 2/8/1943 (data de sortida) | 441                 |
| 10º   | 19/4/1943       | 2.501               |       |                            |                     |

##### Factors explicatius de l'eficàcia de les deportacions
S'han adduït diverses raons per explicar aquesta hecatombe que contrasta fortament amb l'ocorregut a Atenes a on una gran part dels jueus va aconseguir escapar de la mort. D'una banda, l'actitud del Judenrat i sobretot del seu principal dirigent, el Gran Rabí de Tessalònica Zvi Koretz fou molt criticada. Se li ha retret que apliqués dòcilment les directives nazis,  menyspreant els temors dels jueus pel que concerneix el seu trasllat a Polònia quan ell -de nacionalitat austríaca i conseqüentment de llengua materna alemanya- estava suposadament ben informat del que anava a ocórrer. Fins i tot van córrer rumors que l'acusaven d'haver col·laborat conscientment amb els ocupants. Un recent estudi tendeix no obstant això a relativizar el seu paper en les deportacions.
Un altre factor va ser la solidaritat que van donar prova les famílies que refusaven separar-se davant les deportacions; la seva voluntat de fer front conjuntament a les adversitats no va facilitar les iniciatives individuals. S'ha destacat també que als jueus els era difícil amagar-se a causa del seu desconeixement de la llengua grega, que els havia estat imposada en data relativament recent (en 1913, quan Tessalònica es va incorporar a Grècia). A més, la gran grandària de la comunitat limitava les seves possibilitats de confondre's amb la població grega ortodoxa com va ocórrer a Atenes. Existia a més un latent antisemitisme en una part de la població grega, especialment entre els qui havia hagut de fugir de l'Àsia Menor després de l'intercanvi de poblacions entre Grècia i Turquia. Arribats en massa a Tessalònica aquests immigrants s'havien vist exclosos del sistema econòmic i alguns veien amb recel i hostilitat a la població jueva, sovint més rica, que relacionaven amb l'antic poder otomà. No obstant això, el Yad Vashem ha distingit a 265 grecs com a justs entre les nacions, la mateixa proporció que entre la població francesa.

##### A dins els camps de concentració
En Auschwitz-Birkenau, uns 37.000 jueus de Tessalònica (és a dir,  al voltant d'un 77 % dels deportats) van ser gasejats només en arribar. Sobretot dones, nens i persones d'edat. Prop d'un 25% dels experiments amb jueus van tenir com a víctimes a jueus grecs, especialment de Tessalònica. Aquests experiments incloïen atrocitats tals com la castració dels homes i la implantació de càncer cervical a les dones. La major part dels bessons van morir víctimes de crims atroços. La resta dels jueus de Tessalònica van ser obligats a treballar en els camps. Durant els anys 1943-1944 representaven una part important de la mà d'obra de Auschwitz-Birkenau: eren al voltant d'11.000 persones. A causa del seu desconeixement del yidis, gran nombre d'ells van ser enviats a netejar els enderrocs del Gueto de Varsòvia a l'agost de 1943 per construir allà un camp de concentració. Entre els 1.000 que van ser emprats en aquesta labor, uns vint van aconseguir escapar del gheto per les clavegueres per acabar unint-se al grup polonès comunista de resistència Armia Ludowa.
Nombrosos jueus de Tessalònica van ser també integrats en els Sonderkommandos. El 7 d'octubre de 1944 van dur a terme un aixecament planejat prèviament prenent per assalt els forns crematoris i matant a una vintena de guàrdies. Es va llançar una bomba en el forn crematori III que va destruir l'edifici. Abans de ser massacrats pels alemanys els insurgents van entonar un cant dels partisans grecs i l'himne nacional grec.
En el seu llibre Si això és un home  -una de les obres més cèlebres de la literatura de la Shoah- l'escriptor italià Primer Levi evoca en una breu descripció al grup de "alguns supervivents de la colònia jueva de Tessalònica" com a «grecs, immòbils i silenciosos com a esfinxs, agotzonats rere les escudelles de potatge dens». Aquests últims membres de la comunitat encara vius en 1944 van causar una forta impressió a l'autor. Anota que, tot i el seu escàs nombre, «han aportat una contribució de primer ordre a la fisonomia del camp i a l'argot internacional que per ell circula». Segons ell la seva capacitat de sobreviure en els camps s'explica en part pel fet que constitueixen en el camp «el grup nacional més coherent i, des d'aquest punt de vista, el més evolucionat». Erika Perahia Zemour -directora del Museu de la Presència Jueva de Tessalònica- comenta en relació amb aquestes paraules que aquest sentiment patriòtic descrit per un observador extern és també perceptible en els relats dels deportats de Tessalònica i té els seus orígens en la política filosemita de Metaxas en els anys de preguerra.

### La postguerra
Al final de la Segona Guerra Mundial va esclatar a Grècia una violenta guerra civil que duraria fins a 1949 i que va enfrontar a les forces del govern d'Atenes  -amb el suport dels britànics- amb la forta resistència comunista ELAS (Exèrcit Nacional d'Alliberament Popular) Alguns jueus de Tessalònica que havien escapat a la deportació van prendre part en aquesta guerra tant en les forces governamentals com a les del bàndol contrari. Entre els que van combatre a les files del ELAS molts van ser víctimes com a la resta de partisans de la repressió que es va abatre al país quan el govern va recuperar el control de la situació.
D'entre els que van aconseguir sobreviure als camps, alguns van triar no tornar a Grècia i van emigrar a Europa occidental, a Amèrica o al Mandat britànic de Palestina. Uns altres van escollir el retorn. Tots ells van haver d'enfrontar nombroses dificultats per sobreviure i portar a bon terme els seus projectes, ja que l'Europa de la postguerra es trobava en un estat caòtic. van ser,  a més, discriminats per alguns supervivents asquenazites que posaven en dubte la seva condició de jueus.

El retorn a Tessalònica va constituir també un terrible cop per als supervivents. Els que tornaven dels camps descobrien amb freqüència que havien perdut a tota la seva família i trobaven les seves cases ocupades per famílies gregues que les hi havien comprat als alemanys. Al principi van haver d'allotjar-se en les sinagogues. Es va organitzar un comitè jueu (Komite Djudio) per fer el recompte dels supervivents, i es va obtenir del Banc de Grècia la llista de les 1.800 habitatges venuts als grecs. Aquests es van mostrar molt reticents a retornar els seus béns als jueus, argumentant que havien pagat per les cases i que ells també havien sofert a causa de la guerra. Al final de la Segona Guerra Mundial, l'ELAS, que controlava la ciutat, va afavorir la devolució dels seus béns als jueus tot i que quatre mesos més tard -quan el govern d'Atenes amb el suport dels britànics es va apoderar de Tessalònica- es van paralitzar les restitucions. D'una banda, el govern -compost de venizelistes- havia de fer front a un greu problema d'habitatge a causa de l'afluència de refugiats provocada per la guerra; per altra banda i a instàncies d'antics col·laboracionistes enriquits durant la guerra i en l'afany de combatre el comunisme, va anar aproximant-se a posicions relativament properes a les dels antics simpatitzants del règim hitlerià. L'Agència Jueva va denunciar l'antisemitisme imperant i va preconitzar la Aliyá (l'emigració a Israel). A poc a poc es va engegar una ajuda internacional per socórrer als jueus de Tessalònica gràcies al Congrés Jueu Mundial. Alguns jueus que havien estat salvats de la deportació pels grecs van decidir convertir-se al cristianisme ortodox. Certs supervivents dels camps (que sovint es trobaven aïllats) van prendre la mateixa decisió. Va haver-hi també nombrosos matrimonis llampec en la immediata postguerra, ja que els supervivents desitjaven tornar a formar una família. Un supervivent declara el següent: 
| « | Torni a un Saloniko destruido. Esperava topar a mi ermano adoptado ma de rumores entendi ke el murio de malaria en Lublin. Ya savia ke mis djenitores fueron kemados en sus primeros dias en el kampo de eksterminasion de Aushwitz. Estava solo. Los otros prizonieros ke estavan kon mi no tenian mas a dinguno. En akeyos dias me ati a una djovena ke avia konosido en Bruxelles. No mos despartimos el uno del otro. Los dos eramos reskapados de los kampos. Despues de kurto tiempo mos kazimos, dos refujiados ke no tenian nada, no avia mizmo un rabino para ke mos de la bindision. El direktor de una de las eskolas djudias sirvio de rabino i mos kazo i ansina empesi en una mueva vida. | » |

En el cens de 1951, només figuraven 1.783 supervivents. La comunitat no era més que l'ombra de si mateixa.
L'erecció d'un monument al·lusiu a la deportació dels jueus va trigar molt a arribar. Només en 1997 les autoritats municipals van decidir aixecar un memorial, però en la perifèria de la ciutat i no al centre com s'havia proposat. Va ser inaugurat pel President de la República, Konstantinos Stefanopoulos, el 23 de novembre de 1997. Es troba en la intersecció dels carrers Alexandrou Papanastasiou i Nea Egnatia i és una representació del menorah envoltat d'una malla formada per cossos humans. Les successives administracions de la Universitat Aristotèlica han rebutjat sempre erigir en el recinte de la institució cap mena de monument commemoratiu que recordi l'existència de l'antic cementiri jueu sota els fonaments de la universitat malgrat les repetides protestes de nombrosos professors. En 1998, el rei Juan Carlos I d'Espanya va visitar Tessalònica i va retre homenatge als jueus sefardites. Aquesta visita es va realitzar anys després que el monarca visités la sinagoga de Madrid, en 1992, en la qual va criticar el decret d'expulsió dels jueus amb motiu del seu cinquè centenari.
En l'actualitat viuen a Tessalònica uns 1.300 jueus. Això fa d'aquesta comunitat la segona de Grècia després de la d'Atenes.

## Cultura

### Llengua
El més habitual era que els immigrants jueus aprenguessin i utilitzessin la llengua del seu país d'adopció però no va ocórrer això en el cas dels sefardites de l'Imperi Otomà que -arribats en massa- van conservar l'idioma dels seus avantpassats. Els jueus de Tessalònica van portar les seves llengues d'Espanya, el judeocastellà (djudezmo), en el cas dels jueus de la Corona Castellana, i el judeocatalà, en el cas dels katalanim, jueus de la Corona d'Aragó. Atès que les comunitats sefardites eren poblacionalment més grans que les katalanim, tot i conservar particularitats, amb el pas dels segles, aquestes darreres s'anaren diluint en les primeres, inclòs l'idioma.
El judeocastellà es tracta del castellà del segle xv, que va evolucionar de manera autònoma i era emprat a la vida quotidiana. Altrament, tots els sefardites oraven i estudiaven en hebreu i arameu, i utilitzaven com totes les altres comunitats sefardites el que Haïm Vidal Séphiha anomena el calc judeocastellà que consisteix en la traducció de textos hebreus al judeocastellà respectant l'ordre de les paraules i la sintaxi hebrea. Aquestes dues llengües, djudezmo i ladino s'escrivien en caràcters hebreus encara que pel judeocastellà es van utilitzar també caràcters llatins. A part d'aquestes dues llengües que havien portat del seu exili, els jueus de Tessalònica parlaven ocasionalment el turc otomà -la llengua de l'Imperi- escrita en caràcters aràbics. La Haskalá, propagada pels jueus "frankos" va permetre una àmplia difusió del francès, ensenyat a les escoles de l'Aliança Israelita Universal i en menor mesura també de l'italià. Després de la incorporació de Tessalònica a Grècia, en 1912, el grec modern es va imposar a l'escola i va ser après per part de diverses generacions de jueus de la ciutat. En els nostres dies és aquesta la llengua principal dels jueus que encara resideixen a Tessalònica.
El djudezmo de Tessalònica -a causa de la presència en la comunitat de molts jueus italians- es caracteritzava pel seu elevat nombre de italianismes lèxics i per la influència de l'italià en la seva sintaxi. Posteriorment va rebre una forta influència del francès fins al punt que Séphiha parla de «judéo-fragnol».
Pel que fa al judeocatalà, l'existència és més difícil de rastrejar, però es pot dir que l'any 1526 es va publicar per primera vegada el majzor de Yamim Noraim, conegut com a Majzor le-núsaj Bartselona minhag Catalunya, del que es sap que la impressió acabà la vigília de Yom Kippur de l'any 5287. Els katalanim en publicaren diverses reimpressions del majzor al segle XIX. El 1863 van imprimir una edició titulada Majzor le-Rosh ha-Shaná ve-Yom ha-Kippurim ke-minhag qahal qadosh Qatalà yashán ve-jadash asher be-irenu zot Saloniqi. Aquesta edició va ser publicada per Yitsjaq Amariliyo.
El 1869 es va imprimir el Majzor ke-minhag qahal qadosh Qatalán yashán ve-jadash, els editors van ser: Moshé Yaaqov Ayash i rabí Janoj Pipano, i els que van dur a terme la impressió van ser: David, anomenat Bejor Yosef Arditi, Seadi Avraham Shealt. El majzor va ser publicat amb el títol Majzor le-Rosh ha-Shana kefí minhag Sefarad ba-qehilot ha-qedoshot Saloniqi, i inclou les oracions de la comunitat de l'Aragó i de les comunitats Qatalán yashán ve-jadash.
La comunitat jueva catalana de Salònica va existir com a tal fins a l'Holocaust. L'any 1927 la comunitat va publicar una edició numerada en tres volums del majzor que va portar per títol Majzor le-Yamim Noraim kefí minhag q[ahal] q[adosh] Qatalán, ha-yadua be-shem núsaj Bartselona minhag Qatalunya. Al segon volum Tefilat Yaaqov, hi ha una llarga introducció històrica sobre la comunitat jueva catalana i l'edició del majzor escrita en jueu-espanyol.

### Literatura

#### Alseglexvi
De la mateixa manera que va ocórrer en altres ciutats de la Diàspora sefardita a l'Imperi Otomà -com Istanbul i Adrianòpolis- durant el segle xvi, Salònica va esdevenir un important centre de cultura jueva.
Els sefardites van ser els introductors de la impremta a l'Imperi Otomà, anticipant-se en 100 anys a les primeres impremtes gregues i en uns 230 a les turques. Després d'Istanbul (en 1493/94), Tessalònica fou la segona ciutat otomana a comptar amb una impremta en caràcters hebreus, des d'aproximadament 1510. Judah Gedaliah va imprimir en els primers anys del segle prop de 30 obres -principalment Bíblies-..Moses Soncino -membre d'una il·lustre família d'impressors jueus italians- va produir almenys tres obres a la ciutat entre 1526 i 1527. En els primers temps, la major part de la producció literària dels sefardites a Tessalònica s'escrivia i s'imprimia en hebreu. La raó principal és que sembla que es concedia escàs valor a la literatura en judeocastellà, considerat l'idioma popular mentre que l'hebreu era la principal llengua religiosa i de cultura. Fins a 1564 no va aparèixer la primera obra impresa en judeocastellà (en caràcters hebreus): el Regiment de vida ("Regla de vida") de Moshé Almosnino, una obra original d'ètica religiosa. La major part dels llibres publicats en judeocastellà no eren obres originals sinó traduccions de la Bíblia o de ritus judaics, escrits en l'abans esmentat "calc judeocastellà" o "ladí". 
Tessalònica va ser també un important centre de l'estudi de la Càbala i de la Halacà (o llei jueva) amb figures tan rellevants com Samuel de Medina (1506-1589).

#### Renaixement de la literatura sefardita
Fins al segle xviii tots els llibres que es publicaven estaven relacionats amb la religió. Només van començar a abordar-se altres temes entrat el segle xix i fou gràcies a la difusió de les idees de la Haskalà coincidint amb el procés de modernització que vivia la ciutat. A partir de 1870/1880 el periodisme va guanyar molta importància -principalment en judeocastellà però també en francès (gràcies a les escoles de l'Aliança Israelita Universal). Alguns dels més importants diaris de Tessalònica foren La Época (fundat en 1875) i L'Avenir (en 1898). La premsa va ser també un eficaç mitjà de difusió de noves ideologies com el sionisme (mitjançant diaris com El Macabeo o La Renacencia judia) i el socialisme (gràcies a publicacions com El Pueblo, La Solidaritat Ovradera o La Boz del Pueblo). No van mancar tampoc els diaris satírics com El Kirbach ("El Fuet"), El Chaketón ("La Bufetada") i Charló. Al 1929 la comunitat de Tessalònica comptava amb catorze publicacions periòdiques de les quals 7 eren diaris (quatre en judeocastellà i tres en francès) Cadascun d'ells tenia entre 1.000 i 2.000 lectors.
Gràcies al desenvolupament del periodisme, va cobrar també importància la novel·la -"romanso"en judeocastellà-. Els romansos es publicaven tant per lliuraments a les pàgines dels periòdics com de forma independent o en col·leccions populars afavorides pels mateixos diaris. La majoria d'aquestes novel·les eren traduccions o adaptacions d'obres escrites en altres llengües, fonamentalment en hebreu i en francès, tot i que també es van escriure obres originals.
Entre els poetes sefardites de Tessalònica de principis del segle xx destaca Selomo Salem, autor d'un llibre bilingüe (judeocastellà/francès), La Gavilla/La Gerbe (1900), que fa testimoni de la gran influència del francès a la cultura sefardita de l'època (significativament, Salem va traduir també al judeocastellà les Faules de la Fontaine). El teatre en judeocastellà va aconseguir també certa importància en els anys inicials del segle xx amb obres que van des del costumbrisme fins a temes bíblics. Va ser utilitzat com un eficaç mitjà de propaganda tant pels grups sionistes com socialistes.
Aquest nou despertar de la literatura sefardita de Tessalònica va cessar abruptament després del gairebé total extermini de la comunitat durant la Segona Guerra Mundial.

#### Literatura de tradició oral
Existeix també una nodrida literatura de transmissió oral de Tessalònica. D'igual manera que a altres indrets del món sefardita els romanços es cantaven en moltes circumstàncies de la vida, tant per a acompanyar les tasques quotidianes com per a solemnitzar moments festius -noces o la circumcisió-. En judeocastellà es dèien "romansas" (no confondre amb les novel·les o romansos) encara que aquesta etiqueta s'estenia també a altres poemes que no tenien per què ajustar-se a l'esquema mètric del romanç. Un altre gènere de la poesia tradicional era el de les càntiques (cançons líriques normalment de tema amorós). Igual que en altres llocs de cultura sefardita al Mediterrani el patrimoni oral de Tessalònica és també molt ric en refranys i contes populars.

### Gastronomia
El sociòleg Edgar Morin considera que el nucli de tota cultura està constituït per la seva gastronomia i afegeix que això és aplicable molt especialment als jueus de Tessalònica  -la comunitat de la qual ell mateix procedeix-.
La gastronomia dels jueus de Tessalònica era una variant de la gastronomia sefardíta que s'integra al seu torn en el conjunt de la gastronomia mediterrània. Estava influïda pel cashrut (les regles jueves sobre alimentació) que prohibeixen -entre altres coses- el consum de carn de porc, la mescla de carn i productes làctics i per preparar plats específics per a les diferents festes religioses. Una influència determinant és la de la cuina ibèrica. El peix, abundant en aquesta vila portuària era consumit en grans quantitats i de totes les formes: fregit, al forn (al orno), marinat, estofat (abafado) i s'acompanyava sovint de salses sofisticades. Considerat un símbol de fertilitat el peix s'emprava en els ritus matrimonials: en l'últim dia de les cerimònies nupcials, anomenat dia del peche («dia del peix») es feia saltar a la desposada sobre un gran plat de peix que a continuació era consumit pels convidats. Els llegums s'utilitzaven en tots els plats, molt especialment la ceba. L'all era poc freqüent i per això la sinagoga dels asquenazítes -grans consumidors d'aquest producte- era anomenada el kal de l'all ("la sinagoga de l'all"). El iogurt -fonamental en la dieta dels habitants dels Balcans i de Anatolia- era ben preuat com la crema de llet. Pel sabbat es preparava el hamin, variant sefardita del cholent askenazí i de la adafina nord-africana. Era un ragú de carn acompanyat de llegums seques (blat, cigrons, mongetes blanques) que es deixava coure a foc lent per al menjar de migdia del dissabte. Abans de Péssah les mestresses de casa guardaven en un arca tancada bombons, figues, dàtils, farciments d'ametlles, massapans i del plat més apreciat, la chape blanche ("confitura blanca"), feta de sucre, aigua i llimona. El vi estava reservat només pels rituals religiosos però els sefardites com els seus veïns grecs i musulmans, eren grans consumidors de raki. Eren també aficionats a begudes ensucrades amb de sirope de prunes, de guindes o d'albercocs que bevien al final dels grans menjars dels dies festius.